# Truseryd
Truseryd är en bebyggelse i Torhamns socken i Karlskrona kommun i Blekinge län. SCB klassade Truseryd som en småort före 2015 och därefter som en del av tätorten Torhamn.

## Kvarnen i Truseryd

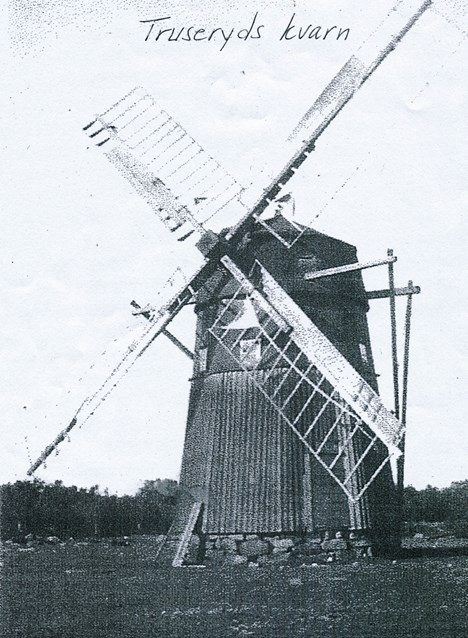
Kvarnen i Truseryd

Ursprungligen fanns kvarnen i trakten av Kalmar, men monterades ner, lastades på en vrakeka, transporterades till Truseryd och monterades upp igen. Detta var sannolikt i början av 1900-talet.

## Galleri

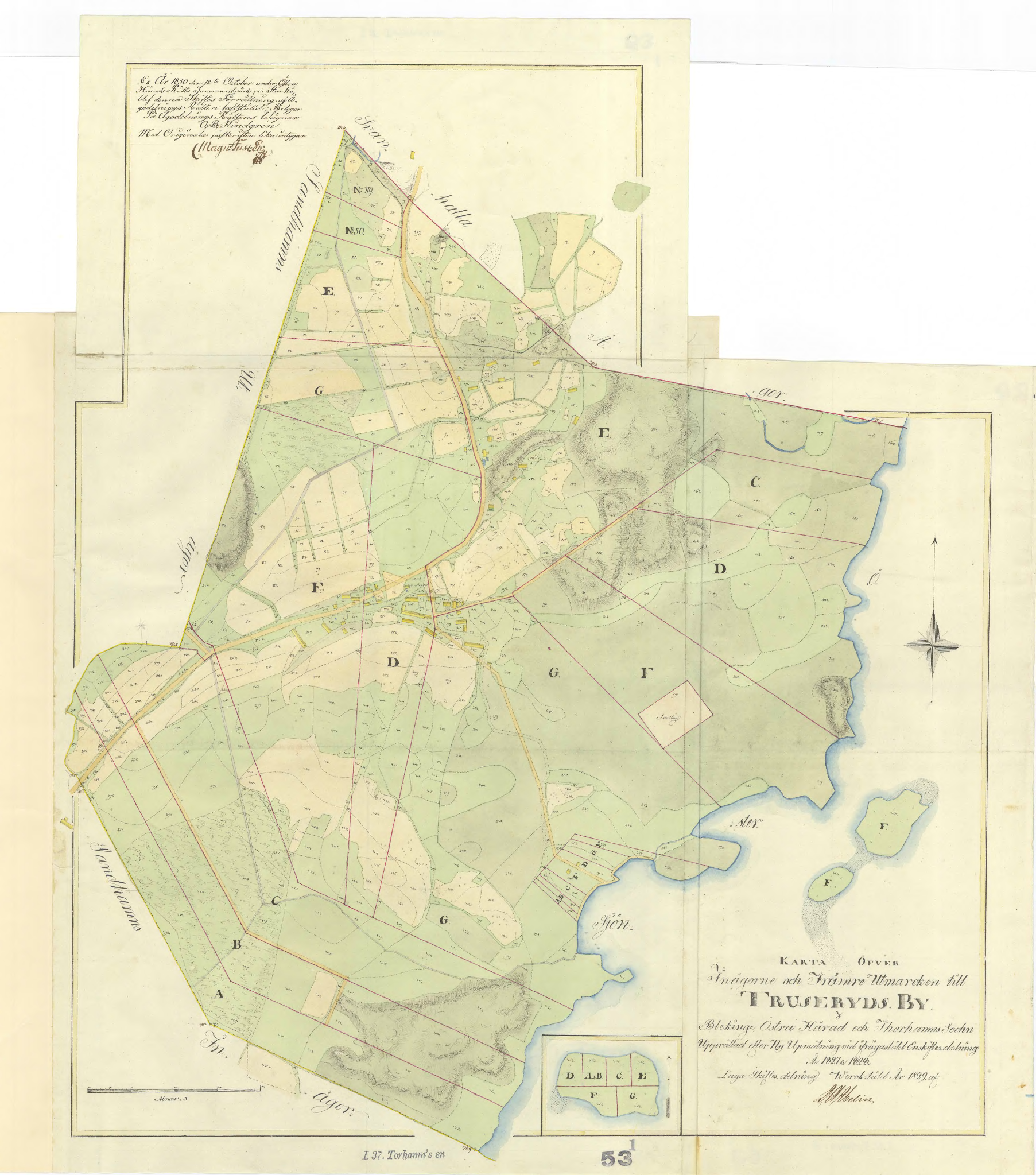
Historisk karta över Truseryd från 1827